# Darnózseli
Darnózseli è un comune di 1 595 abitanti situato nella contea di Győr-Moson-Sopron, nell'Ungheria nordoccidentale.